# Heilig Hüsli

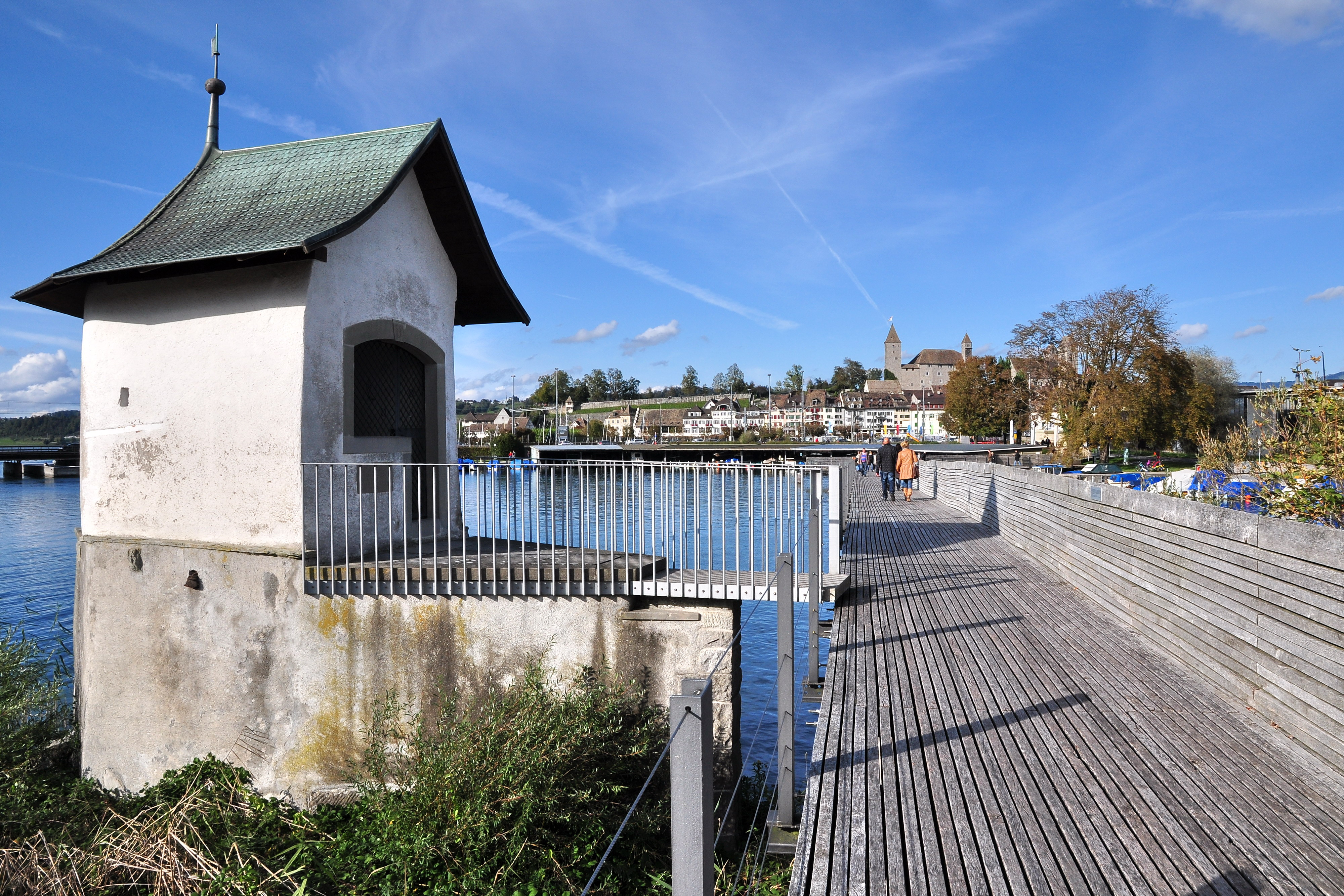
Das Heilig Hüsli an der Holzbrücke, im Hintergrund Rapperswil. Oberhalb des Holzstegs ist das Schloss Rapperswil zu erkennen.

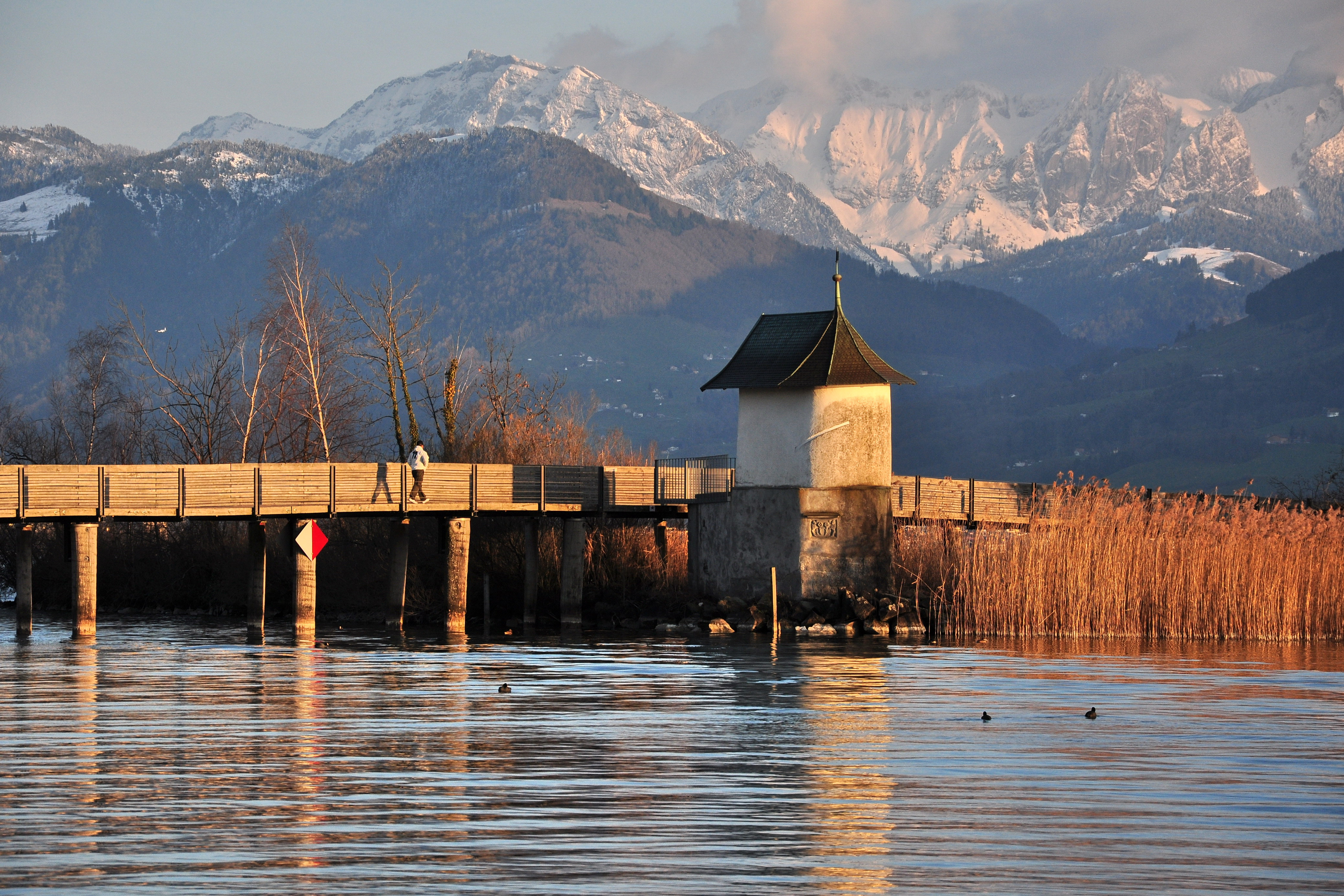
Blick vom Seedamm auf die Kapelle

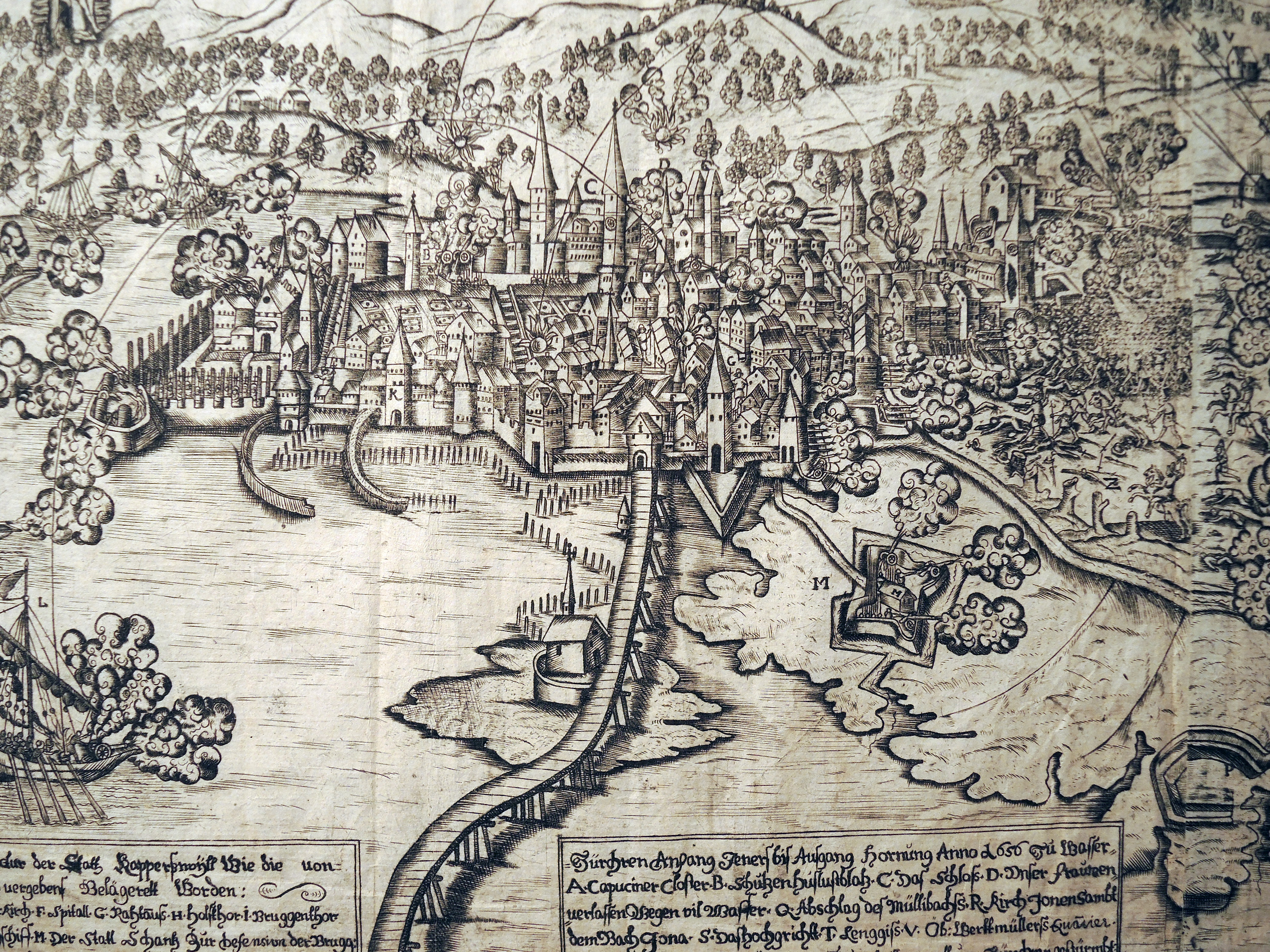
Die Belagerung von Rapperswil (1656), zeitgenössische Darstellung. Im Vordergrund das Heilig Hüsli an der damaligen Holzbrücke.

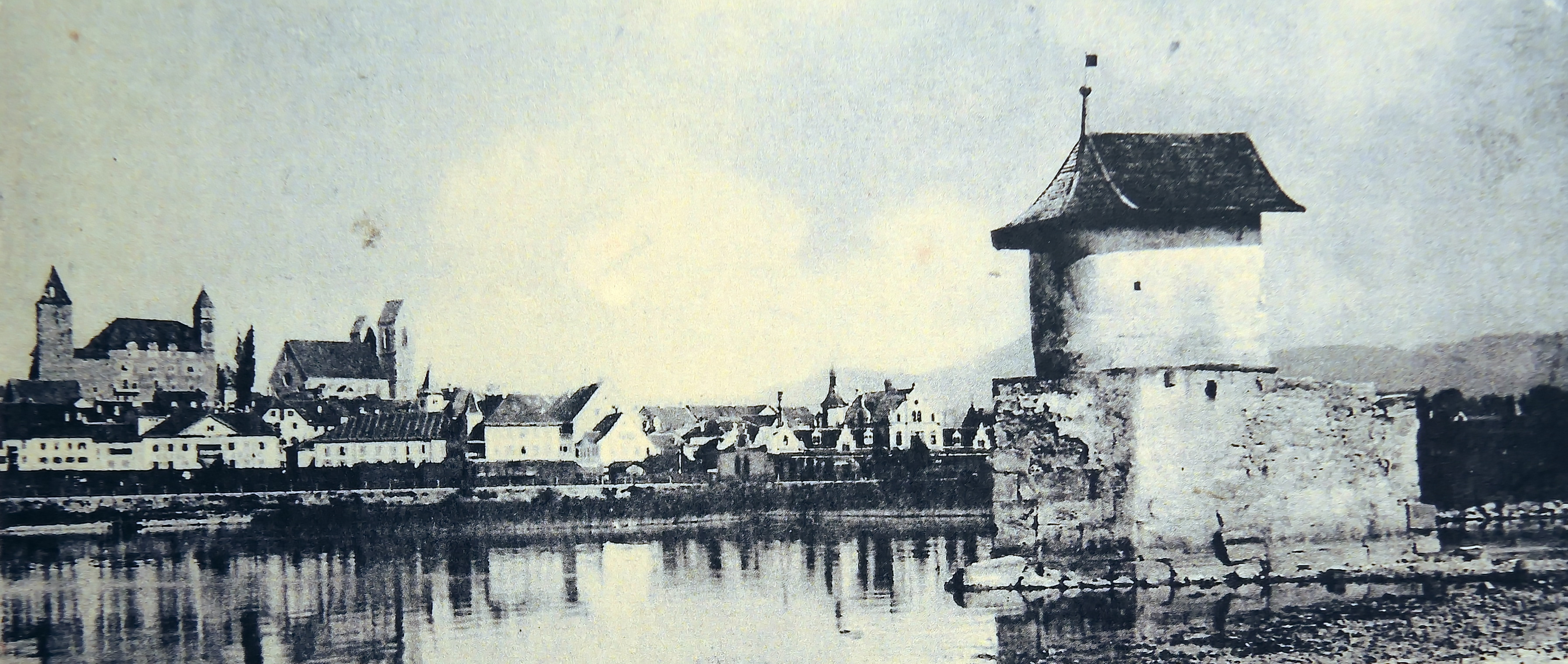
Das Heilig Hüsli nach dem Abbruch der historischen Seebrücke, im Hintergrund Rapperswil, um 1900

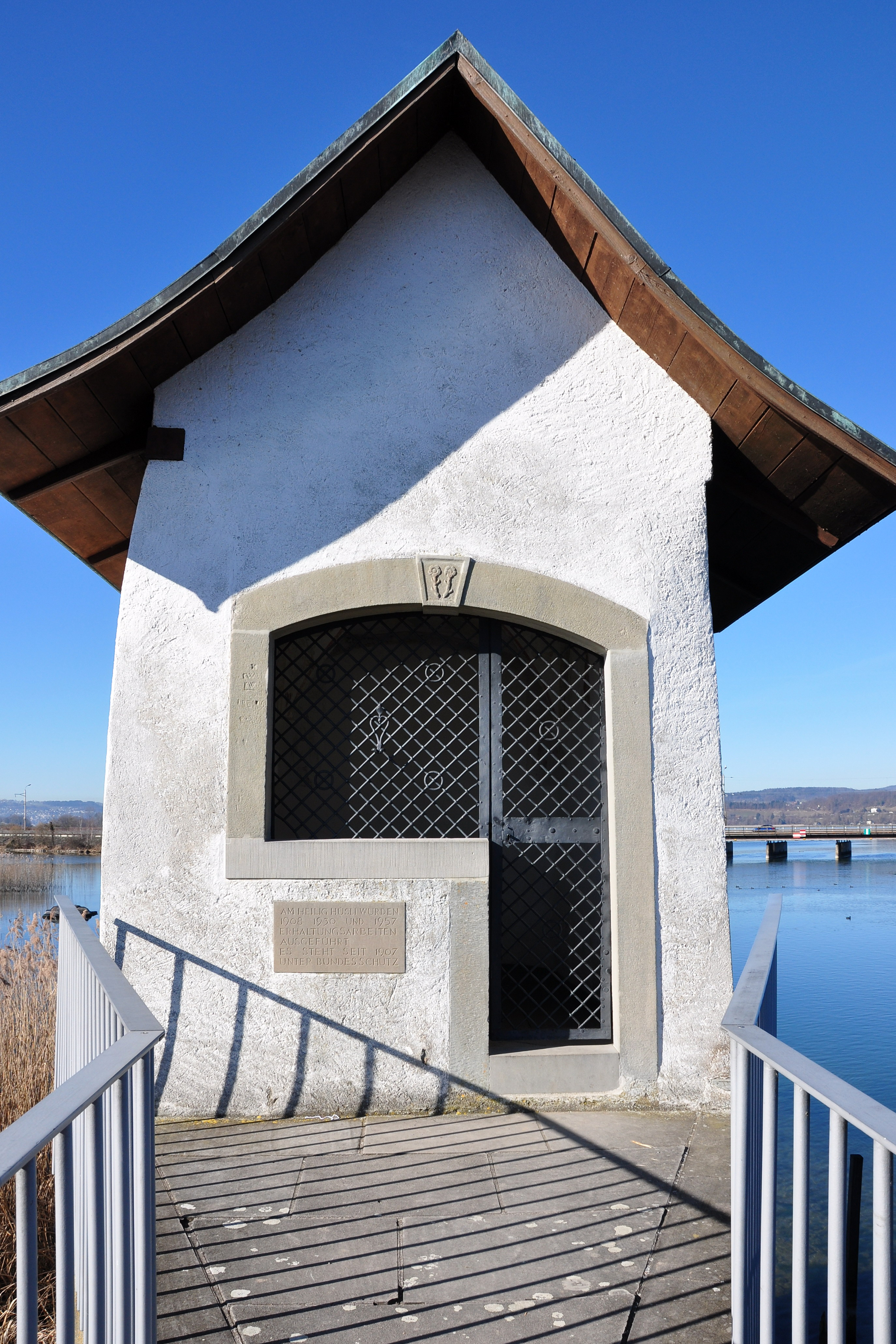
Blick auf die Ostseite mit vergittertem Zugang, im Hintergrund der Seedamm

Das Heilig Hüsli (auch Heilighüsli geschrieben) ist eine Kapelle in Rapperswil, einem Ortsteil der Schweizer Gemeinde Rapperswil-Jona im Kanton St. Gallen. Ehemals war das Heilig Hüsli eine Brückenkapelle an der historischen Holzbrücke Rapperswil–Hurden, die im Jahr 1878 abgerissen wurde. Heute ist es ein Wahrzeichen am nördlichen Abschnitt der neuen Holzbrücke, die im Jahr 2001 eröffnet wurde.

## Lage und Grösse
Das Heilig Hüsli steht im östlichen Bereich einer kleinen länglichen Insel im oberen Zürichsee östlich des Seedamms von Rapperswil. Sie etwa 100 Meter vom Seedamm und 55 Meter vom Seeufer in Rapperswil entfernt. Die Holzbrücke für Fussgänger führt in drei Meter Abstand vorbei.
Die Kapelle steht auf einem rund vier Meter hohen Unterbau auf der Insel. Sie misst nur 2 × 3 Meter bei einer Traufhöhe von etwa dreieinhalb Metern. Sie hat eine nach Westen ausgerichtete Apsis.

## Geschichte
Eine hölzerne Brückenkapelle in Rapperswil wurde erstmals 1485 erwähnt; mit grösster Wahrscheinlichkeit dürfte aber bereits mit dem Bau der Seebrücke von 1360 eine Kapelle auf diesem Teilstück des Jakobswegs errichtet worden sein.
In ihrer heutigen Form, als Steinbau, wurde die Kapelle im Jahr 1551 errichtet. Die nahe Altstadt von Rapperswil war noch bis 1836 ummauert (siehe Stadtbefestigung Rapperswil).
Nach einem Rechtsstreit um eine Viehweide des sogenannten Wydenklösterlis und dem Ausbruch einer Epidemie im Spital Rapperswil wurde dessen letzte Oberin, Katharine Scheuchzer, nach unbedachten Äusserungen und auf falsche Anklagen hin im Jahr 1563 als Hexe angeklagt. Nach grausamer Folterung wurde die alte Frau zum Tode verurteilt, an Händen und Füssen gefesselt und in einen Sack gesteckt beim Heilig Hüsli im Obersee ertränkt.
Mit dem Bau der Seedamm-Brücken für den Strassen- und Eisenbahnverkehr zwischen den beiden Seeufern und dem Abbruch der historischen Seebrücke verblieb die Kapelle der einzige sichtbare Überrest der historischen Seequerung. Bis zum Bau des neuen Holzstegs zwischen Hurden und Rapperswil im Jahr 2001 stand das Heilig Hüsli isoliert auf einer kleinen Insel im Obersee vor Rapperswil und war nur auf dem Wasserweg zugänglich.
Restaurierungsarbeiten erfolgten in den Jahren 1908, 1930 und 1957. Im Jahr 2010 wurde die Kapelle nochmals renoviert.

## Innenraum
Im Inneren befanden sich früher eine plastische Darstellung der Mutter Gottes mit dem Leichnam Christi aus bemaltem Holz und ein Gnadenbild als Altarbild. Diese Kunstwerke sind heute im Stadtmuseum Rapperswil ausgestellt.

Ehemaliges Inventar, heute im Stadtmuseum Rapperswil
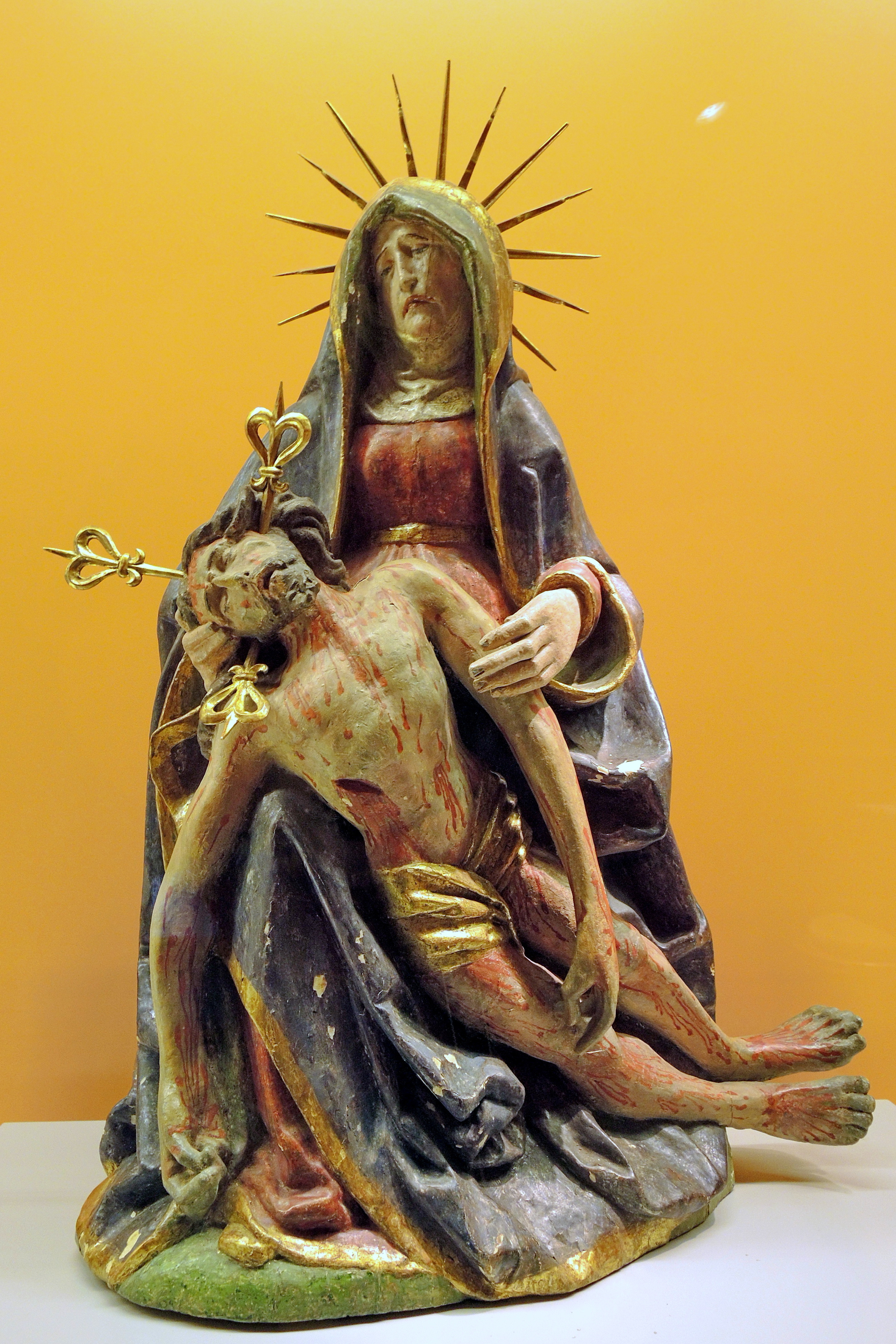
Vesperbild: Mutter Gottes mit dem Leichnam Christi auf dem Schoss, um 1500
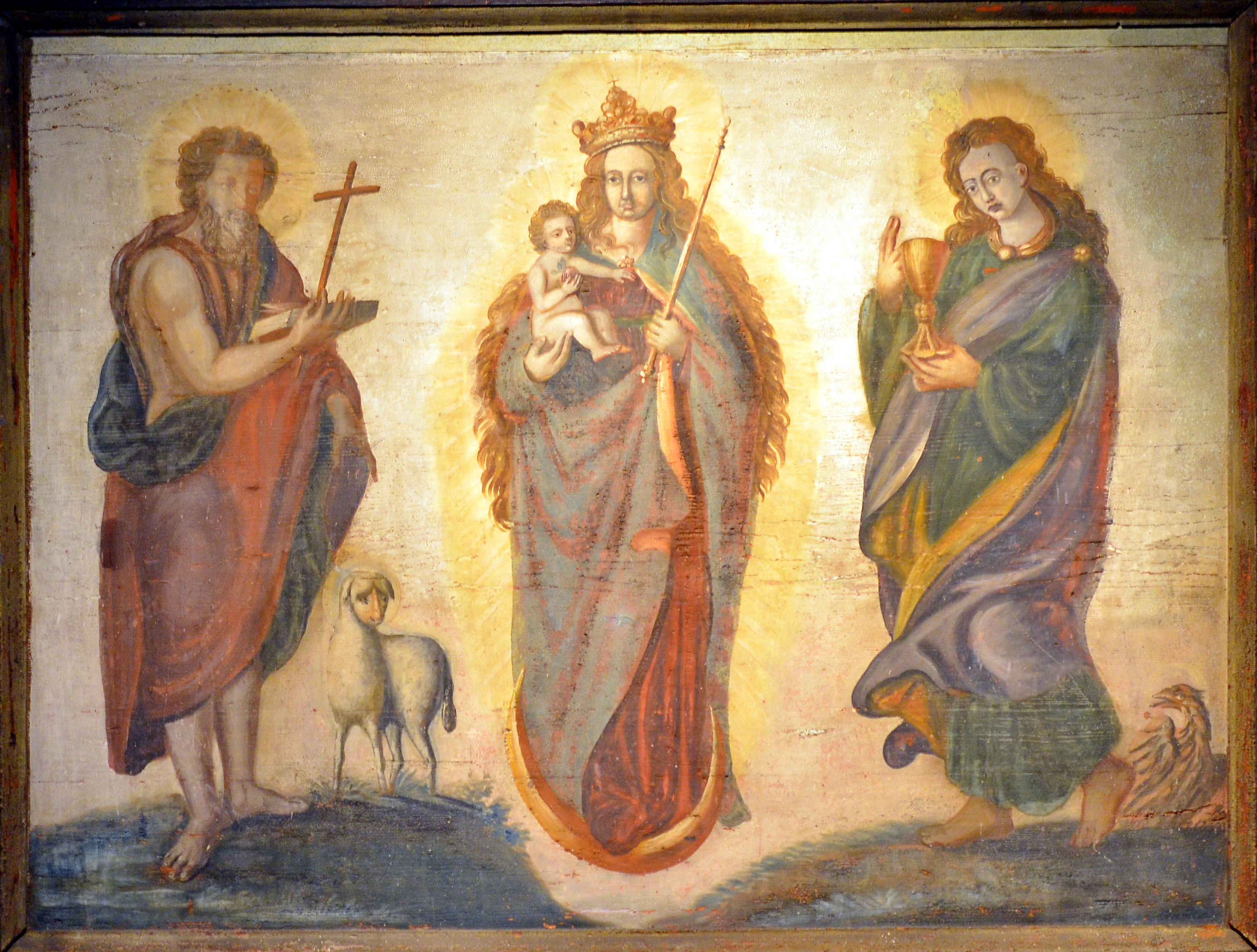
Altarbild, zweite Hälfte des 16. Jahrhunderts

Ein filigranes Wandbild, das an das historische Altarbild angelehnt ist, schmückt heute den Innenraum der Kapelle. Das Werk wurde von der Künstlerin Marlies Pekarek zum 10-jährigen Jubiläum des neuen Holzstegs angefertigt. Am 9. April 2011 wurde es eingeweiht und gesegnet. Mit dem Bildnis der gekrönten Maria mit dem Jesuskind wurde die Kapelle wieder ihrer ursprünglichen Bestimmung als Ort der Andacht zugeführt. Am Boden wurde damals ausserdem eine Darstellung von Pilgern auf Plexiglas installiert. Im Stil eines alten Holzschnitts zeigt sie mehrfach hintereinander dieselben zwei Pilger in historischer Kleidung und mit Wanderstäben, teils nach rechts, teils nach links ausgerichtet.
Das Innere der Kapelle ist nur durch die vergitterte Ostseite einzusehen. Einem alten Brauch folgend, werden von Pilgern Münzen in das Innere geworfen.

Heutige Innenansicht
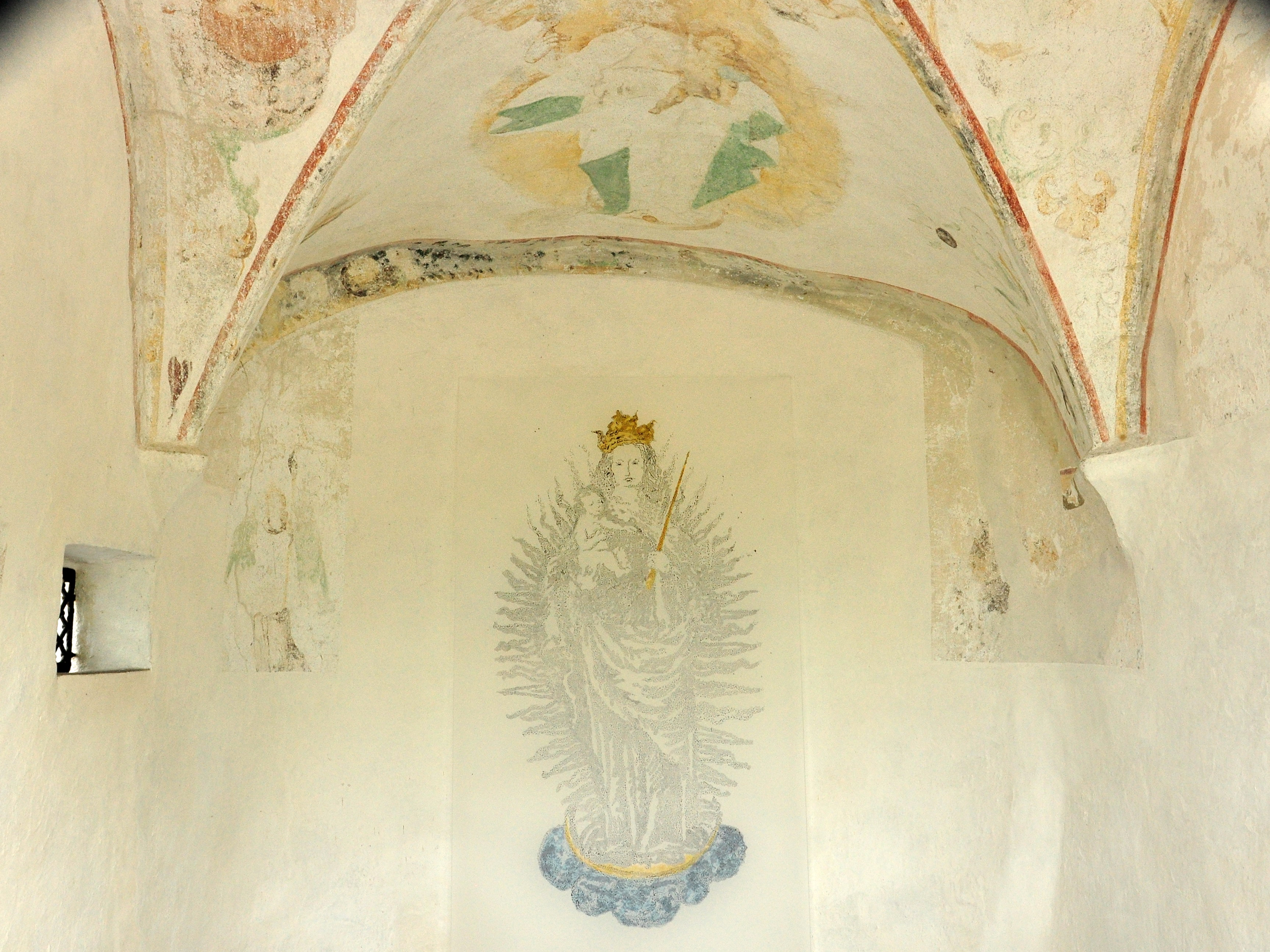
Wandbild an der Westseite
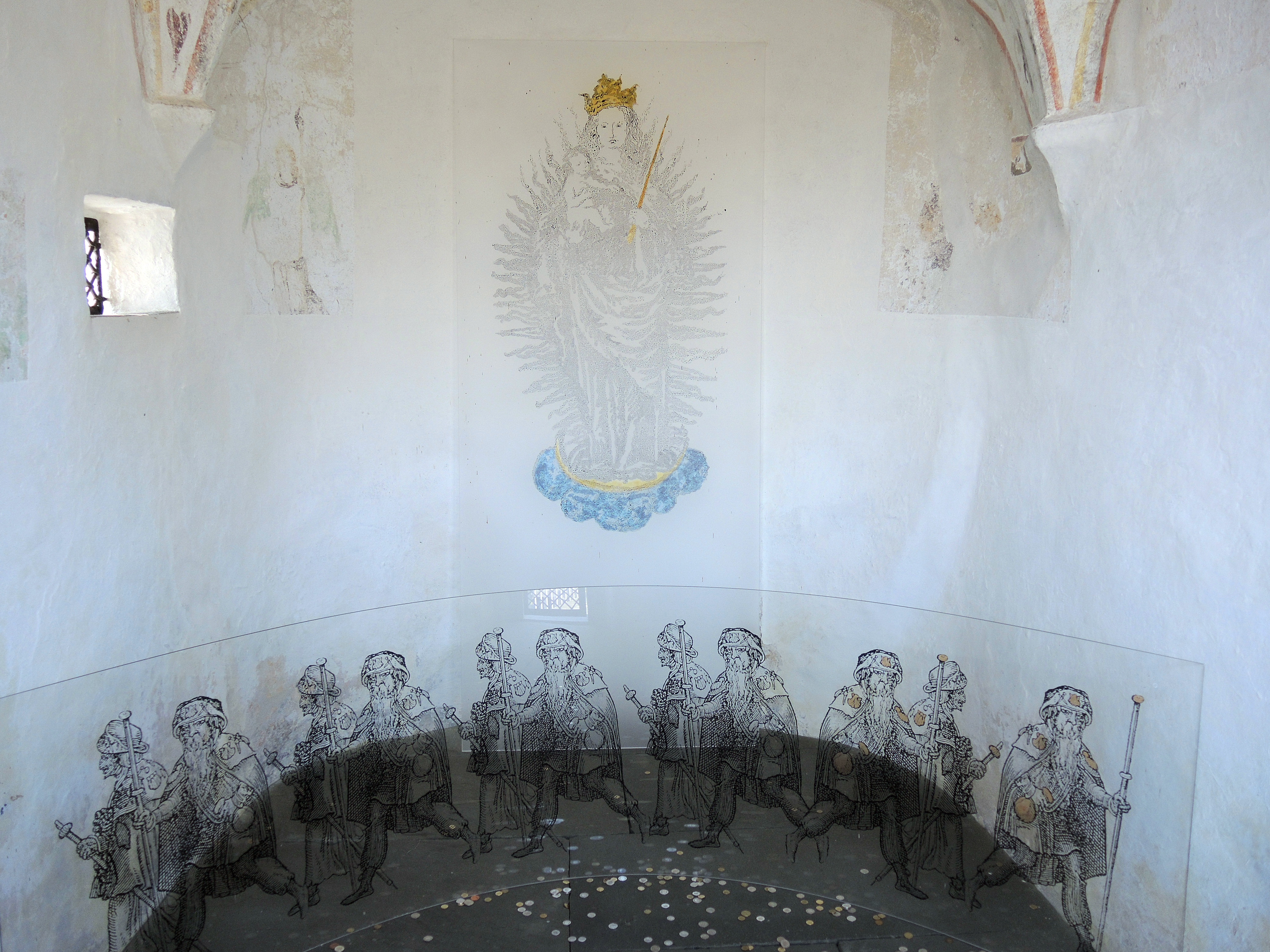
Blick in den Innenraum, am Boden Darstellung von Pilgern auf Plexiglas und eingeworfene Münzen

## Kulturgut von nationaler Bedeutung
Seit 1907 steht das Gebäude unter Denkmalschutz und ist Eigentum der Ortsgemeinde Rapperswil-Jona. Im Schweizerischen Inventar der Kulturgüter von nationaler Bedeutung ist die Brückenkapelle als Klasse-B-Objekt aufgeführt.

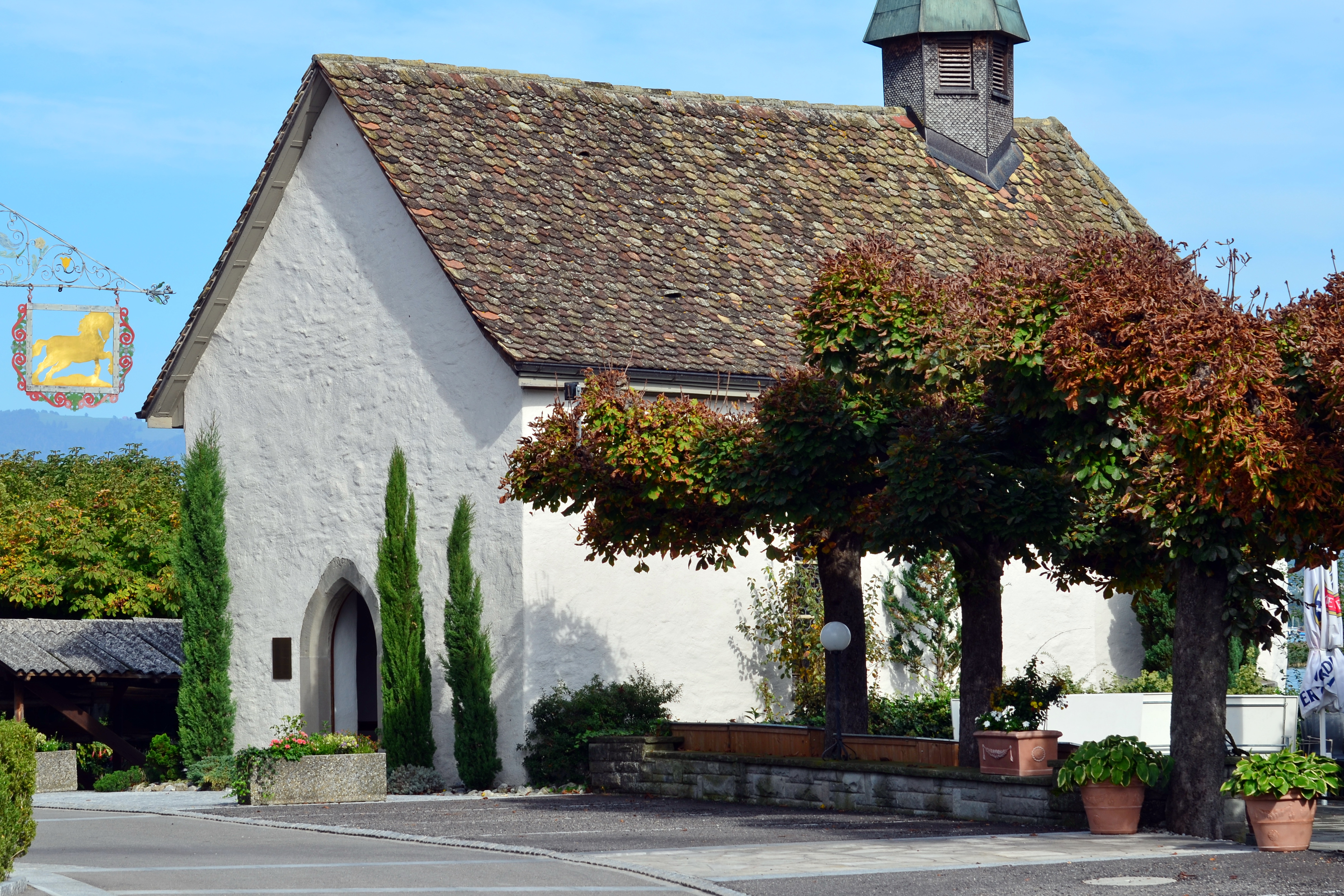
Die Kapelle in Hurden

## Kapelle in Hurden
In Hurden, etwa 500 Meter vom Ende der Holzbrücke entfernt, ist ebenfalls eine Kapelle erhalten, die als Pilgerkapelle diente. Sie wurde im Jahr 1497 von Gerold Spervogel, dem Verwalter des Klosters Einsiedeln, auf eigene Kosten errichtet.